# Heinz-Rudolf Hoffmann
Heinz-Rudolf Hoffmann (* 13. Januar 1931 in Dresden; † 2. November 1978) war ein deutscher Pädagoge und Politiker  der Blockpartei CDU der DDR. Er war Abgeordneter der Volkskammer und Vorsitzender des CDU-Bezirksverbandes Berlin in der DDR.

## Leben
Der Sohn einer alten Dresdner Lehrerfamilie besuchte die Oberschule und legte als Kreuzschüler 1948 das Abitur ab. Er wurde am 6. Mai 1946 Mitglied der CDU, 1947 der FDJ (bis 1957) und 1949 des FDGB. Er war in den Jahren 1948/49 hauptamtlicher Mitarbeiter des CDU-Kreisverbandes Dresden-Land. Von 1949 bis 1951 studierte er an der Pädagogischen Hochschule in Berlin mit dem Abschluss als Fachlehrer für die Klassen 5 bis 10 (Deutsch und Geschichte). Von 1952 bis 1965 arbeitete er als Lehrer in Berlin, zunächst in Friedrichshagen, später in Köpenick und zuletzt ab 1963 als Direktor der Alexander-von-Humboldt-Oberschule in Köpenick. Im Auftrag des Deutschen Pädagogischen Zentralinstituts entwarf Hoffmann 1955 die Lehrpläne für Geschichte und Gegenwartskunde. Das brachte ihm dann 1957 als Lohn seiner Arbeit die Stelle des stellvertretenden Schuldirektors der Oberschule Köpenick ein. Im Jahr 1958 erwarb er die Lehrbefähigung für 12. Klassen im Fach Geschichte durch Attestation.
Von 1957 bis 1960 war er Mitglied des Bezirksvorstandes Berlin der Gewerkschaft Unterricht und Erziehung und von 1956 bis 1965 Mitglied des CDU-Kreisvorstandes Berlin-Köpenick. Am 28. Januar 1965 wurde er als Nachfolger des im Oktober 1964 verstorbenen Hansjürgen Rösner zum Vorsitzenden des CDU-Bezirksverbandes Berlin gewählt. Von Juni 1957 bis 1965 wirkte er als Abgeordneter der Stadtbezirksverordnetenversammlung von Berlin-Köpenick und ab 1967 der Stadtverordnetenversammlung von Berlin. Ab September 1967 war er Berliner Vertreter in der Volkskammer. Hoffmann war ab Oktober 1968 (12. Parteitag) Nachfolgekandidat und ab Oktober 1972 (13. Parteitag) Mitglied des Hauptvorstandes der CDU.
Hoffmann starb im Alter von 47 Jahren bei einem Verkehrsunfall und wurde auf dem St.-Laurentius-Friedhof im Berliner Stadtbezirk Köpenick bestattet.

## Auszeichnungen und Ehrungen
- 1962 Ehrentitel Oberlehrer
- 1964 Dr.-Theodor-Neubauer-Medaille in Bronze
- 1965 Ehrennadel der Gesellschaft für Deutsch-Sowjetische Freundschaft in Silber
- 1972 Otto-Nuschke-Ehrenzeichen in Silber
- 1977 Vaterländischer Verdienstorden in Silber